# Port lotniczy Szighnan
Port lotniczy Szighnan (IATA: SGA, ICAO: OASN) – port lotniczy położony w mieście Szighnan, w Afganistanie.